# 크레이지 (2010년 영화)
《크레이지》(영어: The Crazies)는 미국과 아랍에미리트에서 제작된 브렉 아이스너 감독의 2010년 SF 공포 영화이다. 조지 로메로의 1973년 동명 영화의 리메이크이다. 티머시 올리펀트, 라다 미첼, 조 앤더슨, 대니엘 패너베이커 등이 출연하였고, 마이클 어길러 등이 제작에 참여하였다.

## 출연
- 티머시 올리펀트
- 라다 미첼
- 조 앤더슨
- 대니엘 패너베이커
- 크리스티 린 스미스
- 브렛 리커비
- 프레스턴 베일리
- 존 에일워드
- 조 리건
- 글렌 모샤워
- 래리 시더
- 그레고리 스폴리더
- 마이크 히크먼
- 리사 K. 와이엇
- 저스틴 웰본
- 린 라우리

## 기타 제작진
- 배역: 존 팹시데라
- 미술: 앤드루 멘지스
- 세트: 신시아 러저네스
- 의상: 조지 L. 리틀

## 같이 보기
- 분노의 대결투